# Ивашкевич, Пётр
Пётр Игнаци Ивашкевич (пол. Piotr Ignacy Iwaszkiewicz; 2 декабря 1959, Люблин — 12 декабря 2021, Гродзиск-Мазовецкий) — польский классический филолог, посол Польши в Узбекистане и Таджикистане с 2015 по 2020 год.

## Биография
Пётр Ивашкевич в 1984 году окончил отделение классической филологии Исторического факультета Варшавского университета. Преподавал в нём с 1981 по 1992 год. Автор нескольких переводов с греческого и латинского и научных работ в области истории раннего христианства, а также византийской и римской литературы позднего периода.
Во время учёбы был членом демократической оппозиции, председателем самоуправления студентов Исторического отделения (1980—1983). Принимал участие в подпольной издательской деятельности. Награждён орденом Общества Свободного Слова. С 1981 по 1992 год был членом «Солидарности».
С 1992 года работал в Министерстве иностранных дел Польши. В 1993 году окончил Дипломатическую Академию Германии. В 1994 году член группы СБСЕ в Армении и Нагорном Карабахе. С 1996 по 1998 год глава Офиса по вопросам прессы и работе с общественностью Миссии ОБСЕ в Грузии. С 1999 по 2000 год сотрудник по Правам человека и Прессы в Бюро ОБСЕ в Ашхабаде. Сдавал отчёт по теме соблюдения прав человека в Туркменистане Хельсинкской комиссии Конгресса США.
Временный поверенный Посольства Польши в Грузии (2001) и Армении (2001—2003). В 2003—2005 годах заместитель посла Польши в Казахстане. После этого заместитель директора Департамента восточной политики МИД. В Баку руководил Региональным представительством государственного предприятия эксплуатации нефтяного трубопровода (2009—2010). С 2011 по 2012 год начальник Департамента по развитию сотрудничества. Организовал медицинскую миссию во время гражданской войны в Ливии. От июня 2012 года начальник Отдела Средней Азии и Северного Кавказа Управления Европы МИД.
На должность посла в республиках Узбекистан и Таджикистан был назначен 23 октября 2015 года. Снят с должности посла 31 октября 2020 года.
Отец 6 детей.

## Научные работы
- Do Ziemi Świętej: najstarsze opisy pielgrzymek do Ziemi Świętej (IV—VIII w.), Kraków: WAM — Księża Jezuici, 1996, ISBN 978-83-7505-183-4.
- Władcy i wodzowie starożytności: słownik, Warszawa: Wydawnictwa Szkolne i Pedagogiczne, 1998, ISBN 978-83-0206-971-0.